# Disterigma humboldtii
Disterigma humboldtii là một loài thực vật có hoa trong họ Thạch nam. Loài này được (Klotzsch) Nied. mô tả khoa học đầu tiên năm 1889.